# アジア宗教者平和会議
アジア宗教者平和会議（アジアしゅうきょうしゃへいわかいぎ、英語: :Asian Conference of Religions for Peace、ACRP）とは、アジア地域の宗教者による、平和と宗教間の調和を目的とする組織である。

## 概要
1970年に創設された世界宗教者平和会議を母体とし、アジアの宗教者によるアジア太平洋地域の平和構築および世界平和の促進を目的として発足した。
第1回大会は、1976年11月25日から30日までの6日間、アジア太平洋地域の22カ国、11の宗教代表者およそ約300人が参加してシンガポールで開催され、マザー・テレサも出席した。
その後は、ほぼ5年に一度の間隔で、アジア各国の都市で定期的に大会が開催されている。

## 年表
- 1976年11月 - 第1回大会がシンガポールで開催される。
- 1981年11月 - 第2回大会がインドのニューデリーで開催される。16カ国から約200人が参加。
- 1986年6月 - 第3回大会が韓国のソウルで開催される。22カ国から400人以上が参加。
- 1991年10月 - 第4回大会がネパールのカトマンズで開催される。21カ国から300人以上が参加。
- 1996年10月 - 第5回大会がタイのアユタヤで開催される。25カ国から約270人が参加。
- 2002年6月 - 第6回大会がインドネシアのジョグジャカルタ市で開催される。20カ国から約300人が参加。
- 2008年10月 - 第7回大会がフィリピンのマニラで開催される。24カ国から約400人が参加。
- 2014年8月 - 第8回大会が韓国の仁川で開催される。26カ国から450人以上が参加。

出典:acrp general assemblies